# Ylä-Varpanen
Ylä-Varpanen eller Väärä Varpasjärvi är en sjö i Finland. Den ligger i kommunen Sonkajärvi i landskapet Norra Savolax, i den centrala delen av landet, 400 km norr om huvudstaden Helsingfors. Ylä-Varpanen ligger 119,1 meter över havet. Den är 11 meter djup. Arean är 1,51 kvadratkilometer och strandlinjen är 18,72 kilometer lång. Sjön  ingår i Vuoksens huvudavrinningsområde.   I omgivningarna runt Ylä-Varpanen växer i huvudsak blandskog.
I övrigt finns följande vid Ylä-Varpanen:
- Luotonen (en sjö)